# フェリーこうち
フェリーこうちは、大阪高知特急フェリーが運航していたカーフェリー。

## 概要
「ニューとさ」の代船として、サノヤス・ヒシノ明昌が受注、ヤマニシで建造され、2000年8月19日に就航した。
共有建造制度を利用して建造された運輸施設整備事業団との共有船である。
大阪高知特急フェリーの破産により、2005年6月30日に運航を終了した。その後、2006年に海外売船され、ギリシャのファスト・フェリーズ（Fast Ferries）で「THEOLOGOS P」として就航している。

### 航路
Fast Ferries
- ラフィーナ - ガヴリオ（アンドロス島） - ティノス（ティノス島） - ミコノス（ミコノス島）

2016年3月時点の就航航路。
大阪高知特急フェリー（2000年 - 2005年）
- 大阪南港 - 甲浦港 - 高知港 - あしずり港

「ニューかつら」と2隻で毎日1往復を運航した。航路休止となった高知シーラインにかわって、2001年12月10日からあしずり港へ航路が延長されたが、2004年4月10日に休止となった。2004年8月28日からは甲浦港に隔日で寄航した。

## 設計
船体は5層構造で、上層から操舵室、乗組員区画、旅客区画、車両甲板（2層）となっていた。船首にバウランプと右舷船尾にランプウェイを装備していた。ファンネルは1本で右舷側に寄せられていた。
海外売船後、車両甲板上層の開口部がほとんど閉鎖され、船尾のランプウェイを移設、左舷にダミーファンネルを設置して、船尾に船室を増設するなど改造を受けている。

## 船内
車両甲板とキャビン甲板の間にエレベーターを備え、身障者対応トイレを設置、旅客区画内の段差を極力減らすなど、バリアフリーに配慮した設計となっている。

### 船室
| クラス       | 部屋数            | 定員  | 設備                                                                           |
| ------------ | ----------------- | ----- | ------------------------------------------------------------------------------ |
| 1等特別室    | 2名×2室           | 4名   | ツインベッド、テレビ、バス・トイレ、テーブル、クローゼット                     |
| 1等          | 4名（+1名）×5室   | 20名  | 2段ベッド、ソファーベッド（5名使用時）、テレビ、洗面所、テーブル、クローゼット |
| 2等寝台      | 4名×16室、8名×4室 | 96名  | 2段ベッド                                                                      |
| 2等          |                   | 311名 | 枕、毛布（貸毛布1枚50円）                                                      |
| ドライバー室 | 8名×6室           | 48名  | 2段ベッド                                                                      |

### 設備
パブリックスペース
- 案内所
- エントランス

物販設備
- 売店
- 自動販売機

入浴設備
- 風呂（1等・2等寝台共用）